# FLOWER (Jisoo歌曲)
〈FLOWER〉（： Kkot）是韓語歌手暨BLACKPINK成員Jisoo的個人出道單曲，為單曲專輯《ME》的主打歌曲，在2023年3月31日由YG娛樂和新視鏡唱片共同發行；這是一首融合了韓國傳統旋律和加勒比元素的中速舞曲、流行和陷阱歌曲，歌詞講述瞭如何克服有毒的關係，它由Vince、泰迪、Kush和VVN作詞，後兩者另外與24共同作曲，而24還負責歌曲製作。
這首歌在商業上獲得了巨大成功，在告示牌全球200強中攻占第二名，這也是Jisoo在這個排行榜上的首支前十名歌曲。在韓國，這首歌拿下了告示牌韓國歌曲排行榜的冠軍，並在Circle Digital Chart上名列第二。它在香港、馬來西亞、新加坡、台灣和越南的排行榜上都獲得了冠軍，並在匈牙利、印尼、MENA和菲律賓躋身前十名。此曲目還成為韓國女歌手在加拿大Hot 100、紐西蘭單曲榜和英國單曲榜上名次最高的歌曲。同單曲一同發行的音樂錄影帶已經上傳到Blackpink的YouTube頻道。
除此之外也受到了音樂評論家的好評，他們讚揚了歌曲精緻的製作和歌詞以及Jisoo的優美嗓音。為了宣傳這首歌，該歌手在韓國音樂節目《人氣歌謠》上露面並演出。4月5日，Jisoo在單曲發行僅5天後便在《Show Champion》中獲得了她的第一個音樂節目冠軍。之後，她在《Show Champion》、《M Countdown》、《Music Bank》、《Show! Music Core》和《人氣歌謠》等音樂節目中共獲得了九次冠軍。

## 背景與發行
BLACKPINK成員陸續推出個人作品後，大家的目光都聚焦在Jisoo身上，她是最後一位推出個人作品的成員。2023年1月2日，YG娛樂證實Jisoo正在為她的單曲專輯錄音，並已經完成專輯封面照片拍攝。2月21日，她的公司表示，她的MV正在一個祕密的國外拍攝地進行拍攝，該音樂錄影帶也是YG娛樂為BLACKPINK投入最高製作成本的一部。3月5日，在BLACKPINK的社群媒體帳戶上傳了預告片，確認她的專輯將於3月31日發行。3月19日，專輯的主打歌確認為《Flower》，並附有一張預告海報，上面將歌名用韓文寫成花朵的形狀。3月28日，《Flower》的音樂錄影帶預告片發布。《Flower》作為《Me》專輯的主打歌，於2023年3月31日由YG娛樂推出，可進行數位下載和串流播放。

## 製作名單
- Jisoo – 主唱、創意總監
- Vince – 填詞
- Kush – 詞曲
- VVN – 詞曲
- Teddy Park – 填詞
- 24 – 作曲、編曲、音樂製作人
- Zach Szydlo – 浸入（英语：Immersion (virtual reality)）混音工程師

## 排行榜
| 排行榜（2023年）                       | 最高 排名 |
| -------------------------------------- | --------- |
| 澳洲（ARIA）                           | 33        |
| 加拿大（Canadian Hot 100）             | 30        |
| 法國（SNEP）                           | 131       |
| 全球（Billboard Global 200）           | 2         |
| 希臘（IFPI國際歌曲榜）                 | 15        |
| 香港（告示牌）                         | 1         |
| 印度（告示牌）                         | 12        |
| 印度（IMI國際單曲榜）                  | 13        |
| 印尼（告示牌）                         | 2         |
| 愛爾蘭（IRMA）                         | 74        |
| 日本（Japan Hot 100）                  | 59        |
| 立陶宛（AGATA）                        | 61        |
| 馬來西亞（告示牌）                     | 1         |
| MENA（IFPI）                           | 2         |
| 紐西蘭（RMNZ）                         | 40        |
| 菲律賓（告示牌）                       | 4         |
| 新加坡（RIAS）                         | 1         |
| 韓國（Circle）                         | 2         |
| 台灣（告示牌）                         | 1         |
| 土耳其（告示牌）                       | 24        |
| 英國（官方榜单公司單曲榜）             | 38        |
| 美國（Bubbling Under Hot 100 Singles） | 4         |
| 美國（World Digital Song Sales）       | 2         |
| 越南（Vietnam Hot 100）                | 1         |

## 獎項與提名
| 節目名稱       | 日期          | 來源   |
| -------------- | ------------- | ------ |
| Show Champion  | 2023年4月5日  | [ 34 ] |
| Show Champion  | 2023年4月12日 | [ 35 ] |
| Show Champion  | 2023年4月26日 | [ 36 ] |
| M Countdown    | 2023年4月13日 | [ 37 ] |
| 音樂銀行       | 2023年4月14日 | [ 38 ] |
| Show! 音樂中心 | 2023年4月15日 | [ 39 ] |
| 人氣歌謠       | 2023年4月16日 | [ 40 ] |
| 人氣歌謠       | 2023年4月30日 | [ 41 ] |
| 人氣歌謠       | 2023年7月2日  | [ 42 ] |

## 發行歷史
| 地區 | 日期          | 格式              | 廠牌      | 來源   |
| ---- | ------------- | ----------------- | --------- | ------ |
| 全球 | 2023年3月31日 | 數位音樂下載 串流 | YG 新視鏡 | [ 43 ] |